# 陶花店水库
陶花店水库是中国河南省洛阳市偃师市境内的一座水库，位于马涧河上，建于1960年。水库正常库容为886万立方米，集雨面积为183平方千米，海拔为135米。